# Space Quest II
Space Quest II: Chapter II – Vohaul's Revenge, meist abgekürzt zu Space Quest II, ist ein 1987 von Sierra On-Line veröffentlichtes Grafik-Adventure. Es ist der zweite Teil der erfolgreichen Space-Quest-Reihe um den Weltraumhausmeister Roger Wilco und die Fortsetzung von Space Quest: Chapter I – The Sarien Encounter. Das schon für den ersten Teil verantwortliche Entwicklerteam aus Scott Murphy und Mark Crowe, den „Two Guys of Andromeda“, verwendete wieder Sierras AGI Spieleengine.

## Handlung
In der Anleitung ist ein Comic enthalten, um dem Spieler die Ereignisse nach Space Quest I zu erzählen, nachdem Roger Wilco zum Held von Xenon wurde. Der Spieler erfährt auch, dass der Bösewicht Sludge Vohaul hinter dem ursprünglichen Angriff Sariener auf das Raumschiff Arcada steckt und wie er verrückt wurde.
Ungeachtet seines neuen Status als Held wird Roger auf Xenons Weltraumstation 4 versetzt und zum Vorgesetzten aller Hausmeister befördert, obwohl er der einzige Hausmeister ist. Alles ist ruhig, bis er von Sludge Vohaul entführt wird.
Roger soll, weil er Sludges ursprünglichen Plan durchkreuzt hat, zur Strafe ins Arbeitslager Labion gebracht werden. Aber das Gefängnisschiff stürzt im nahegelegenen Jungle auf dem Planeten ab. Roger gelingt es, seinen Verfolgern und den Gefahren des Jungles von Labion zu entkommen. Bald darauf erreicht er Sludges Asteroid-Sternenbasis. Wieder hängt es an Roger alleine, Vohauls hinterhältigen Plan misslingen zu lassen: alles Leben auf Xenon auszulöschen, indem er Millionen von Verkaufsvertretern auf den Planeten schickt!
Am Ende, bevor Vohauls Asteroid gesprengt und damit der Planet gerettet wird, wird Roger in Kryostase versetzt und in einer Kapsel im All ausgesetzt. Damit beginnt die Fortsetzung Space Quest III: The Pirates of Pestulon.

## Rezeption
Space Quest II steht an 4. Stelle von Sierras Bestsellern. Deshalb kann davon ausgegangen werden, dass Space Quest II über 100.000 mal verkauft wurde. Laut Sierra On-Line wurden bis Ende März 1996 von allen Spielen der Space Quest Serie über 1,2 Millionen Exemplare verkauft.
Space Quest II wurde bei Veröffentlichung im November 1987 als kommerzieller Erfolg und klare Verbesserung gegenüber seinem Vorgänger gewertet: Kritiker lobten den größeren Umfang und die abwechslungsreicheren Rätsel, bemängelten jedoch häufig den hohen Schwierigkeitsgrad und den Trial‑and‑Error‑Charakter einiger Spielabschnitte. Die Grafik (Sierra‑AGI‑Engine) und der Sound erhielten durchwachsene Bewertungen – während die Musik oft als gelungen beschrieben wurde, waren Animation und technisches Design eher durchschnittlich. Viele Reviews kritisierten besonders die mangelnde Intuitivität einzelner Rätsel sowie Passagen, die ohne vorheriges Speichern zu Frust führten. Dagegen wurden Humor und Szenarios von Fans sehr positiv hervorgehoben.
Insgesamt gilt Space Quest II als würdiger, wenn auch anspruchsvoller Nachfolger, der den Weg für Space Quest III ebnete.

## Space Quest II VGA Remake
Nachdem auf der Website von Infamous Adventures schon Anfang 2007 ohne weitere Erklärung ein Bild aus dem Originalspiel zu sehen war, wurde im April 2007 ein Remake durch Fans und Hobby-Entwickler angekündigt. Das mit der quelloffenen Engine Adventure Game Studio entwickelte Spiel erschien als Space Quest II: Vohaul’s Revenge im Dezember 2011 für Windows und im Februar 2012 für Mac OS X. Wie die Nachrichtenseite Shacknews berichtete, habe das Projekt zwar keine Rückmeldung des damaligen Rechteinhabers Activision erhalten, der etwa ein Jahr zuvor die gesamte Originalserie in Bundles von je drei Teilen nochmal neu veröffentlicht hatte, aber dafür das Lob eines der beiden Entwickler des Originals:

„I'm impressed you're all putting so much effort into it through your passion for adventure games. It's great to know that there're people like you guys out there. You and your team have my blessing.“

„Ich bin beeindruckt, dass ihr mit eurer Leidenschaft für Abenteuerspiele so viel Aufwand da hineingesteckt habt. Es ist großartig zu wissen, dass es Leute wie euch da draußen gibt. Du und das Team habt meinen Segen.“

Die Mac-OS-Version war ab Mac OS X Version 10.7 (Lion) nicht mehr lauffähig. Die 472 MB umfassende Windows-Version mit VGA-Grafik, Point-and-Click-Steuerung und Sprachausgabe wird als Space Quest II VGA Remake weiterhin bei Infamous Adventures zum Download angeboten.

## Nachfolger
- Space Quest III: The Pirates of Pestulon (1989)
- Space Quest IV: Roger Wilco and the Time Rippers (1991)
- Space Quest V: Roger Wilco – The Next Mutation (1993)
- Space Quest 6: Roger Wilco in the Spinal Frontier (1995)